# Gustavo Núñez
Gustavo Nuñez (Montevideo, Uruguay, 1965) is een vooraanstaand Uruguayaans fagottist en solofagottist van het Koninklijk Concertgebouworkest. Hij staat bekend om zijn virtuositeit en wordt in Madrid, aan de Reina Sofía Muziekschool, met bewondering aangeduid als 'el gran profesor de fagot' ('de grote fagotprofessor'). Núñez wordt wereldwijd beschouwd als een van de beste fagottisten van het moment.
Naast zijn werk als orkestmusicus treedt hij op als solist en kamermusicus, en is hij veelgevraagd docent op festivals en masterclasses in onder meer de Verenigde Staten, Canada, Japan, Australië, Europa en Latijns-Amerika. 
Hoewel Núñez in Europa woont, heeft hij altijd een sterke band behouden met zijn geboorteland Uruguay. In 1996 keerde hij voor het eerst terug naar Montevideo om daar op te treden, met een reeks concerten in het Palacio Taranco. Sindsdien keert hij regelmatig terug om op te treden, wat hem veel persoonlijke voldoening geeft.

## Carrière
Núñez werd professioneel fagottist op zijn veertiende, toen hij lid werd van het Orquesta Sinfónica Simón Bolívar, het nationaal jeugdorkest van Venezuela in Caracas. Op 16-jarige leeftijd verliet Gustavo Venezuela om zijn studies voort te zetten in Engeland bij Kerry Camden. Gustavo woonde bij zijn broer, die ook muziek studeerde, en werkte hard om zijn passie te volgen. Na twee jaar keerde hij terug naar Caracas om geld te verdienen, waar hij als 18-jarige tweede fagottist speelde bij het Orquesta Sinfónica Municipal de Caracas. Zijn ambitie bracht hem echter terug naar Europa, waar hij ging studeren bij Klaus Thunemann aan de prestigieuze Hochschule für Musik, Theater und Medien Hannover. Hier wijdde hij zich intensief aan zijn studie, met oefensessies van acht tot negen uur per dag. Núñez zei later over Thunemann: "Wat een geweldige fagottist, die man speelde de haren van je hoofd. Nooit geforceerd, altijd mooi en rond. Ik heb het meeste van hem geleerd."
In 1987 won hij een prijs op het Internationale muziekconcours in Genève (Prix Suisse) en de eerste prijs op het Carl Maria von Weber-concours in München. Een jaar later werd hij eerste fagottist van het Darmstadt Theaterorkest. In 1989 werd hij benoemd tot solofagottist van de Bamberger Symphoniker. Hij bleef er tot 1995, toen hij solofagottist werd van het Koninklijk Concertgebouworkest in Amsterdam. Núñez speelde met dit orkest met dirigenten als Mariss Jansons, Bernard Haitink, Nikolaus Harnoncourt, Riccardo Chailly, Carlo Maria Giulini, Pierre Boulez, Kurt Sanderling, Kurt Masur, Lorin Maazel, Seiji Ozawa, Sir Colin Davis en Sir Georg Solti.  
Over zijn proeftijd (en die van fluitiste Emily Beynon) bij het Koninklijk Concertgebouworkest maakte regisseur John Twigt een 50 minuten durende documentaire. De AVRO zond deze uit op 10 maart 1996.
Naast zijn orkestwerk is Núñez zeer toegewijd aan het doceren in zijn vak. Hij was docent aan de Folkwang Musik-Hochschule in Essen (Duitsland). Sinds 2000 is hij als docent verbonden aan de Robert-Schumann-Hochschule in Düsseldorf, en vanaf 2016 bekleedt hij tevens een docentschap aan het prestigieuze Reina Sofía Conservatorium in Madrid, dat hij heeft overgenomen van zijn voormalige leraar, Klaus Thunemann. Hoewel hij in Düsseldorf alleen fagot doceert, is zijn rol in Madrid breder, aangezien hij ook als professor kamermuziek fungeert, wat verschilt van orkestmuziek doordat het kleinere ensembles en nauwere samenwerking tussen de muzikanten betreft.

## Familie
Gustavo Núñez komt uit een familie met een sterke band met de klassieke muziek. Zijn grootvader, een klarinettist die samen met zijn vijf kinderen van Spanje naar Argentinië emigreerde, droeg zijn muzikale erfenis over, aangezien vier van zijn kinderen, waaronder Gustavo's vader, professionele musici werden. Zijn vader, afkomstig uit Santiago de Compostela, Galicië, Spanje, was fagottist bij het Orquesta del Sodre in Montevideo, net als Gustavo’s grootvader en drie van zijn broers. Zijn vader was niet alleen een prominente fagottist, maar ook een van de weinige fagotdocenten in Venezuela in die tijd, waar hij een invloedrijk fagotprogramma in Latijns-Amerika opzette.

## Prijzen
- 1987 Geneva International Music Competition, Prix Suisse.
- 1987 Carl Maria von Weber IBC, 1st prize

## Opnames
- Vivaldi - 6 Bassoon Concertos. Gustavo Núñez, Academy of St Martin in the Fields. PENTATONE PTC 5186539 (2016)
- The Barber of Neville. Wind concertos by Howard Blake. Sir Neville Marriner, Andrew Marriner, Jaime Martin, Gustavo Núñez, Academy of St Martin in the Fields. PENTATONE PTC 5186506 (2013)
- Mozart - Wind Concertos. Jacob Slagter, Emily Beynon, Alexei Ogrintchouk, Henk Rubingh, Gustavo Núñez, Concertgebouw Chamber Orchestra. PENTATONE PTC 5186079 (2005)

- Gemeinsame Normdatei: 133751864
- International Standard Name Identifier: 0000 0000 7879 4825
- Library of Congress Control Number: no2008010875
- MusicBrainz: 2b9ef1d1-1fcf-48e1-85af-6297a416dea4
- Virtual International Authority File: 38115876
- WorldCat: E39PBJw8XJDCKtV6kWRXVmymVC